# Andrej Čokl
Andrej Čokl, slovenski biolog - entomolog in fiziolog * 16. junij 1947, Ljubljana.

## Življenje in delo
Diplomiral je leta 1971 na ljubljanski Biotehniški fakulteti in prav tam 1977 tudi doktoriral. Strokovno se je izpopolnjeval na Univerzi v Marburgu. Po diplomi je leta 1974 postal sodelavec Inštituta za biologijo Univerze v Ljubljani, kjer je njegovo glavno področje raziskovalnega dela bioakustika. Inštitut se je kasneje osamosvojil v Nacionalni inštitut za biologijo. Čokl je bil med letoma 1988 in 1996 njegov direktor, nato pa vodja oddelka za entomologijo.
Raziskuje delovanje čutil in živčevja, ki je vključeno v zvočno in vibracijsko komunikacijo pri žuželkah. Članke objavlja v domači in tuji znanstveni literaturi.

### Monografije
- Termorecepcija pri stenici vrste Oncopeltus fasciatus (diplomska naloga) (COBISS)
- Sekundarne slušne celice kobilice vrste Decticus albifrons v primerjavi z vrsto Decticus verrucivorus (magistrsko delo) (COBISS)
- Nekateri problemi zvočne komunikacije stenic in kobilic (doktorska disertacija) (COBISS)
- Nevronalna modulacija vedenja in plastičnost v centralnem živčevju žuželk (COBISS)
- Mehanorecepcija pri jamskih kobilicah vrst Troglophilus cavicola (Kollar) in Troglophilus neglectus (Krauss): bioakustika, nevrobiologija in vedenje (COBISS)